# 김형석 (음악가)
김형석(金亨錫, 1966년 9월 27일~)은 대한민국의 작곡가이다.

## 생애
1966년 전라남도 해남군 출생이다. 음악 교사였던 아버지의 부임지를 따라 전학을 다녔으며 광주광역시에 정착한 이후 광주시립합창단원으로 활동하였다. 전남 광주에서 광주인성고등학교를 졸업하고, 1985년 한양대학교 작곡과를 입학했다. 클래식 음악을 공부하려 대학에 입학했지만, 대학 4년 선배인 유재하의 1집을 듣고 감명을 받아 대중음악으로의 전향을 결심하였다고 한다.
1989년 인순이의 ‘이별연습’으로 작곡가로서 활동을 시작했다. 김광석의 〈사랑이라는 이유로〉, 솔리드의 〈이 밤의 끝을 잡고〉, 김건모의 〈첫인상〉, 박진영의 〈너의 뒤에서〉 등 한국음악저작권협회에 1000곡 이상이 등록되어 있다. 이문세, 임재범, 인순이, 김광석, 신승훈, 성시경, 임창정, 박진영, 엄정화, 김건모, 조성모, 김조한 등의 발라드 곡을 다수 작곡했다. 이외에도 댄스 장르의 베이비복스 곡 대부분을 작곡했으며, 영화 《엽기적인 그녀》, 드라마 《올인》의 OST를 프로듀싱 하였다.

### 결혼 및 득남
배우 서진호와 결혼해 아이를 하나 뒀다. 현재는 케이노트뮤직아카데미 대표이다.

### 더불어민주당 입당
2015년 12월 25일 더불어민주당에 입당하였다.

### 제자
그의 제자 가운데서는 대중음악 작곡가 이현승이 있다.

## 학력
- 광주인성고등학교 졸업
- 한양대학교 작곡과 졸업

## 소속
- 케이노트 실용음악학원 원장
- 아트펌팩토리 대표
- 아트펌컴퍼니 총괄 프로듀서
- KAC 한국 예술원 학장

## 기타

### 김형석 with Friends Pop & Pop Collaboration
‘김형석 with Friends Pop & Pop Collaboration’은 음악과 팝아트의 결합이라는 특별한 시도에 가창력과 음악성 모두 뛰어난 아티스트의 목소리로 김형석의 명곡을 다시 만날 수 있는 특별한 프로젝트 앨범으로, 첫번째 주자 빅스 켄의 ‘늦은 후회’와 엔플라잉 유회승의 ‘기대’에 이어 틴탑의 메인보컬 니엘의 ‘너의 뒤에서’까지 새로운 느낌의 김형석 표 발라드로 많은 사랑을 받고 있다.
- 김형석 with Friends Pop & Pop Collaboration #1 Ken(VIXX) x Bicha
- 김형석 with Friends Pop & Pop Collaboration #2 유회승(N.Flying) x OZO
- 김형석 with Friends Pop & Pop Collaboration #3 NIEL(TEEN TOP) X Charles Jang

## 참여 작품

### 음악 감독
- 영화 《태풍》, 《우리형》, 《히말라야, 바람이 머무는 곳》 외
- 《2009 이문세 붉은노을》 전국투어

### 방송
- 2022년 예능 SBS 《싱포골드》

## 수상
- KBS 가요대상 작곡상 (2002년)
- SBS 가요대상 작곡상 (1998년)
- KBS 가요대상 작곡상 (1997년)
- MBC 방송연예대상 뮤직토크쇼부문 남자신인상 (2015년)

## 참고
1. ↑  음반 활동 당시에 쓰던 예명이다.
2. ↑  “김형석 "'잘'보다 '어떤 의미냐'가 더 중요해졌다"(인터뷰)”. 이데일리. 2015년 10월 26일. 2017년 2월 16일에 원본 문서에서 보존된 문서. 2016년 2월 10일에 확인함.
3. ↑  헤럴드생생뉴스 (2010년 5월 18일). “작곡가 김형석-배우 서진호 혼인신고부터 끝냈다”. 헤럴드경제. 2010년 6월 7일에 확인함.
4. ↑  심재걸 (2010년 3월 17일). “작곡가 김형석 “아이유, 탐난다””. 경제투데이. 2010년 6월 7일에 확인함.[깨진 링크(과거 내용 찾기)]